# R. Murray Schafer
Raymond Murray Schafer (ur. 18 lipca 1933 w Sarnii, zm. 14 sierpnia 2021) – kanadyjski kompozytor, badacz pejzażu dźwiękowego, i pedagog muzyczny. Na przełomie lat 60. i 70. rozpoczął World Soundscape Project (Przedsięwzięcie Pejzażu Dźwiękowego Świata) na Simon Fraser University, w Burnaby, obok Vancouver. W 1977 roku opublikował książkę The Tuning of the World, nowatorską pozycję z zakresu ekologii dźwięku. Jest autorem monumentalnego cyklu Patria, złożonego z utworów wykonywanych w środowisku naturalnym.

## Życiorys
Raymond Murray Schafer urodził się 18 lipca w 1933 r. w Sarni (Ontario, Kanada). Jako student szkoły średniej zaczął interesować się plastyką, która – jak sam wspomina – była jedynym znośnym dla niego przedmiotem. Należał niewątpliwie do typu uczniów określanych jako „underachievers” – inteligentnych, lecz o niskiej motywacji i słabych wynikach; pierwszą książkę przeczytał w trzeciej klasie liceum. Początkowo chciał zostać malarzem, lecz w wyniku nagłej fascynacji muzyką wstąpił do konserwatorium. W latach 1951–1953 był studentem Royal Conservatory of Music (uczelnia ta tworzyła jeszcze część uniwersytetu torontońskiego), gdzie w 1952 roku otrzymał licencjat L.R.S.M – jedyny posiadany przez niego dyplom (nie licząc dwóch doktoratów honoris causa). W następnym, 1953 roku wstąpił na wydział muzyki w University of Toronto, gdzie studiował fortepian u Alberta Guerrero (nauczyciela Glenna Goulda), klawesyn u Grety Kraus i kompozycję u znanego kompozytora Johna Weinzweiga. Uczęszczał również na zajęcia u sławnego teoretyka mediów i komunikacji Marshalla McLuhana. Wydalony z uczelni w tym samym roku akademickim za niesubordynację, kontynuował naukę autodydaktyczną z naciskiem na języki (łacina, niemiecki, włoski, francuski, arabski), literaturę (do jego ulubionych autorów należeli James Joyce i Ezra Pound) i filozofię.
Lata 1955-1961 spędził w Europie, gdzie początkowo miał zamiar wstąpić na Akademię Wiedeńską. Spędzając niecałe dwa lata w Wiedniu zajął się jednak dalszą nauką prywatną i autodydaktyczną, w której pierwszeństwo dał średniowiecznej niemczyźnie. Po krótkich odwiedzinach w Toronto, resztę swojego pobytu w Europie spędził w Londynie, gdzie utrzymywał się z publicystyki i pracy nad wydaniem opery Ezry Pounda, Le Testament. Jednocześnie pobierał prywatne lekcje kompozycji u Petera Racine’a Frickera. W Anglii w 1960 roku ożenił się po raz pierwszy – z kanadyjską sopranistką Phyllis Mailing.
Po powrocie do kraju pracował w torontońskim oddziale Canadian Music Center (1961-1963), organizując ponadto „Koncerty dziesięciu wieków” (Ten Centuries Concerts, od 1961). Na następne dwanaście lat Schafer związał się z instytucjami akademickimi (początkowo z wielką nieufnością). W latach 1963–1965 działał jako nauczyciel muzyki i kompozytor „artist-in-residence” na Memorial University w St John’s (Newfoundland), natomiast lata 1965-1975 spędził na przeciwnym krańcu Kanady, wykładając na katedrze nauki o komunikacji w Simon Fraser University w Burnaby (British Columbia).
Tam, w drugiej połowie lat sześćdziesiątych, wykształcił pojęcie „pejzaż dźwiękowy”. W roku 1969 rozpoczął działania mające na celu ustanowienie na tej uczelni Przedsięwzięcia Pejzażu Dźwiękowego Świata (World Soundscape Project – WSP) którego był pomysłodawcą. Początkowym zadaniem grupy badawczej Schafera był opis i analiza relacji człowieka ze środowiskiem dźwiękowym, mające na celu stworzenie bazy erudycyjnej, którą można by wykorzystywać w próbach ograniczenia zanieczyszczenia dźwiękowego.
W 1975 roku przenosi się Schafer na farmę usytuowaną niedaleko Bancroft; w tym samym roku żeni się po raz drugi – z Jean Elliot. Współpracuje nadal z WSP, działając ponadto jako kompozytor, wolny wykładowca i pisarz. Do roku 1977 kończy pracę nad pełnym wydaniem pism muzycznych i kompozycji Ezry Pounda. Wydaje tu również swoją najważniejszą książkę z zakresu nauki o pejzażu dźwiękowym, Strojenie świata (The Tuning of the World, 1977). W roku 1984 przebywa w St. Gall w Szwajcarii. Od 1987 roku zajmuje dwie rezydencje: w Peterborough i w Indian River (Ontario).

## Recepcja w Polsce
W artykule pt. 30 lat ekologii akustycznej w Polsce (1982-2012) Krzysztof B. Marciniak wymienia pierwszą tłumaczkę Schafera (esej Muzyka środowiska), Danutę Gwizdalankę, i cykl jej artykułów pt. Strojenie trąb jerychońskich, opublikowanych w „Ruchu Muzycznym” w latach 80. Wskazuje na znaczenie kompozytorki Lidii Zielińskiej, redagowanego przez niej w latach 90. czasopisma „Monochord”, i poznańskiego wydawnictwa Brevis w rozpowszechnianiu idei i tekstów Schafera. W artykule Marciniak wskazuje na zwieńczenie działań podejmowanych w Polsce w latach 90. przez pracę magisterską muzykologa Maksymiliana Kapelańskiego, pt. Koncepcja pejzażu dźwiękowego (soundscape) w pismach R. Murraya Schafera i związane z nią późniejsze publikacje tego autora. Z polskich kompozytorów muzyki środowiskowej wymienia Krzysztofa Knittla i Katarzynę Krakowiak. Wreszcie przechodzi do osiągnięć na polu badań pejzażu dźwiękowego geografa Sebastiana Bernata, muzykologa Roberta Losiaka, i kulturoznawczyni Renaty Tańczuk, konferencji poświęconych dźwiękowi w krajobrazie na UMCS i stworzenia Pracowni Badań Pejzażu Dźwiękowego na Uniwersytecie Wrocławskim.

## Wykaz głównych pism
- Schafer, R. Murray (1965) The Composer in the Classroom. Przedruk (1986) w: The Thinking Ear: Complete Writings on Music Education, tegoż. Toronto: Arcana Editions, s. 3-45.
- Schafer, R. Murray (1967) Ear Cleaning. Przedruk (1986) w: The Thinking Ear: Complete Writings on Music Education, tegoż. Toronto: Arcana Editions, s. 46-92.
- Schafer, R. Murray (1968) The New Soundscape. Przedruk (1986) w: The Thinking Ear: Complete Writings on Music Education, tegoż. Toronto: Arcana Editions, s. 93-169.
- Schafer, R. Murray (1970) When Words Sing. Przedruk (1986) w: The Thinking Ear: Complete Writings on Music Education, tegoż. Toronto: Arcana Editions, s. 170-236.
- Schafer, R. Murray (1977) The Tuning of the World. New York: Knopf, Toronto: McClelland and Stewart Ltd.
- Schafer, R. Murray (1982) Muzyka środowiska. Tłum. Danuta Gwizdalanka. „Res Facta” 9, s. 288-315.
- Schafer, R. Murray (1984) On Canadian Music. Bancroft, Ontario: Arcana Editions.
- Schafer, R. Murray (1984) North/White. W: On Canadian Music, tegoż. Bancroft, Ontario: Arcana Editions, s. 62-63.
- Schafer, R. Murray (1984) Music in the Cold. W: On Canadian Music, tegoż. Bancroft, Ontario: Arcana Editions, 1984, s. 64-74.
- Schafer, R. Murray (1986) The Thinking Ear: Complete Writings on Music Education. Toronto: Arcana Editions.
- Schafer, R. Murray (1986) The Rhinoceros in the Classroom. Przedruk w: The Thinking Ear: Complete Writings on Music Education, tegoż. Toronto: Arcana Editions, s. 237-292.
- Schafer, R. Murray (1993) Voices of Tyranny, Temples of Silence. Indian River, Ontario: Arcana Editions.
- Schafer, R. Murray (1995) Poznaj Dźwięk. 100 ćwiczeń w słuchaniu i tworzeniu dźwięków. tłum. Rafał Augustyn. Poznań: Brevis.
- World Soundscape Project (1972) A Survey of Community Noise By-Laws in Canada, red. R. Murray Schafer. Burnaby, B.C.: Simon Fraser University.
- World Soundscape Project (1974) The Vancouver Soundcape, red. R. Murray Schafer. (Soundscape Document No. 5) Vancouver: Labatt Breweries of Canada.
- World Soundscape Project (1977a) Five Village Soundscapes, red. R. Murray Schafer. (Nr 4 w serii „The Music of the Environment Series”) Vancouver: ARC Publications.
- World Soundscape Project (1977b) European Sound Diary, red. R. Murray Schafer. (Nr 3 w serii „The Music of the Environment Series”) Vancouver: ARC Publications.

## Nagrody i wyróżnienia
- Fromm Foundation Award, 1972
- William Harold Moon Award, 1974
- Guggenheim Fellowship, 1974
- Composer of the Year Award, Canadian Music Council (pierwsze miejsce), 1977
- Jules Leger Prize (pierwsze miejsce w kategorii „nowa muzyka kameralna”), 1978
- Prix International Arthur Honegger, 1980
- Donald Cameron Medal, Banff Shool of Fine Arts, 1985
- Glenn Gould Award, 1987
- Doktorat honoris causa, Carleton University w Ottawie
- Doktorat honoris causa, Trent University w Peterborough, Ontario
- Companion of the Order of Canada, 2013